# Andrea Meneghin
Andrea Meneghin (Varese, 20 febbraio 1974) è un ex cestista, allenatore di pallacanestro e commentatore televisivo italiano.

## Biografia
Suo padre, Dino Meneghin, viene spesso considerato come il più forte cestista italiano di sempre, tanto da essere eletto nel 1991 dalla rivista italiana Giganti del Basket come il più grande giocatore europeo di tutti i tempi.

## Carriera

### Giocatore

#### Club

Meneghin a Varese durante le finali scudetto 1999

È un prodotto del vivaio della Pallacanestro Varese, con cui svolse tutta la trafila delle giovanili. Debuttò in Serie A1 all'età di 16 anni, il 23 settembre 1990, in occasione della prima giornata di quell'anno vinta di misura sul campo del Napoli Basket. Tre settimane più tardi scese in campo contro suo padre Dino, che all'epoca giocava a Trieste, in una sfida che gli ospiti giuliani vinsero 89-93. In quell'annata la formazione varesina riuscì ad ottenere la salvezza ai play-out, ma al termine della stagione seguente arrivò la prima retrocessione in Serie A2 della storia del club. Andrea Meneghin disputò così due stagioni in Serie A2, la seconda delle quali conclusa con il ritorno nella massima serie. Nominato anche capitano a seguito della partenza di Francesco Vescovi, si ritagliò sempre più un ruolo da titolare in pianta stabile, arrivando a segnare 14,6 punti di media nel campionato 1995-96 e 14,8 punti nel campionato successivo. Nel 1998-99 fu tra i protagonisti, sempre con il ruolo di capitano, dello storico decimo scudetto della storia di Varese con una squadra che vedeva, tra gli altri, la presenza di un altro giocatore dal forte carisma come l'amico Gianmarco Pozzecco: il contributo medio di Meneghin nell'arco di quell'edizione del torneo fu di 11,7 punti in 32,3 minuti a partita. Il 4 settembre 1999 alzò anche la Supercoppa italiana (13 punti per lui nel 68-61 alla Virtus Bologna). La sua prima, lunga, parentesi varesina si concluse alla fine della stagione 1999-00, quando poi lasciò i biancorossi.

Meneghin dopo il decimo scudetto di Varese, quello della "stella"

Nell'estate del 2000 venne descritto in trattativa con alcuni club italiani e stranieri quali Virtus Bologna, Olympiakos e Barcellona, ma a prevalere fu l'offerta da parte della Fortitudo Bologna allenata da Carlo Recalcati, il tecnico dello scudetto varesino. Nonostante il contratto fosse quinquennale, la sua permanenza in biancoblu durò solamente due stagioni, le quali non furono particolarmente ricche di soddisfazioni. Durante questo periodo fu talvolta criticato dalla piazza, anche a causa delle aspettative nei suoi confronti e del peso del suo contratto. A livello statistico passò per esempio dai 13,9 punti dell'ultimo anno a Varese agli 8,4 del primo anno bolognese (anche se nel secondo anno la sua media salì a 10,3 punti, in una rosa però priva di Carlton Myers), mentre la squadra in entrambi i campionati perse 0-3 le finali play-off.
Nel corso dell'estate 2002, oltre a partecipare alla NBA Summer League di Salt Lake City con i Phoenix Suns, Meneghin formalizzò la rescissione con la Fortitudo.
Fece così ritorno nella sua Varese, dove ebbe però un'annata condizionata da un dolore all'anca e al femore che lo costrinse a rimanere fuori causa da metà novembre a inizio febbraio. Per qualche stagione riuscì comunque a giocare nonostante il persistere del problema fisico, visto che dal 2002 al 2005 accumulò 71 presenze complessive tra regular season e play-off. Dopo la trasferta di Napoli del 6 febbraio 2005 si fermò per il riacutizzarsi dell'ormai solito dolore all'anca sinistra, così decise di sottoporsi ad un intervento chirurgico che venne effettuato nell'aprile 2005. Il recupero durò quasi un anno e mezzo, poi provò ad effettuare la preparazione al campionato 2006-07, a cui fece però seguito la decisione di terminare la propria carriera professionistica all'età di soli 32 anni.

#### Nazionale

Palazzetto dello Sport di Varese, 14 ottobre 1990, quarta di campionato, Andrea Meneghin abbracciato al padre Dino

Con le nazionali giovanili azzurre vinse la medaglia d'oro agli Europei cadetti del 1991 e la medaglia d'argento agli Europei juniores del 1992.
Con la nazionale maggiore conquistò il Campionato Europeo del 1999 in Francia. In quell'edizione contribuì al trionfo azzurro con 11,2 punti e 3,2 assist all'attivo, spesso schierato dal CT Bogdan Tanjević nell'insolito ruolo di playmaker nonostante i suoi due metri di altezza. Si trattò del secondo oro continentale della storia della nazionale italiana, dopo quello che suo padre Dino vinse sedici anni prima.
Partecipò inoltre ai Mondiali 1998, alle Olimpiadi 2000 e agli Europei 2001.

### Dopo il ritiro
Una volta appese le scarpe al chiodo, giocò comunque qualche partita (più per divertimento che a livello agonistico) in Serie C2 con la Pallacanestro Daverio Rams.
Nell'agosto 2006 viene nominato vice allenatore della Pallacanestro Varese lavorando al fianco del suo ultimo tecnico da giocatore, l'argentino Rubén Magnano. Rimase nello staff tecnico della prima squadra anche l'anno seguente, con gli ex compagni Veljko Mršić nel ruolo di nuovo capo allenatore e Francesco Vescovi come altro assistente, in un'annata però conclusa dai biancorossi con la retrocessione.
Dalla stagione 2008-09 fu impegnato come allenatore nel settore giovanile della società biancorossa e vinse con i suoi ragazzi l'edizione 2012 del torneo Garbosi. Successivamente assunse il ruolo di responsabile del settore giovanile, mentre nel 2017 tornò ad avere un ruolo di allenatore guidando la formazione Under-15 del club varesino.
Nel frattempo entrò a far parte della squadra di commentatori tecnici di Sky Sport e successivamente anche di Eurosport.

## Palmarès

### Club
- Campionato italiano: 1
Varese: 1998-99
- Supercoppa italiana: 1
Varese: 1999

### Nazionale
- Europei:

 Francia 1999